# Semiothisa trinotata
Semiothisa trinotata là một loài bướm đêm trong họ Geometridae.